# Jean od Floretty
Jean od Floretty (v originále Jean de Florette) je francouzsko-švýcarsko-italský hraný film z roku 1986, který napsal, produkoval a režíroval Claude Berri. Jde o adaptaci stejnojmenné knihy Marcela Pagnola, která byla poprvé zfilmována samotným Pagnolem již v roce 1952. Film se natáčel souběžně s filmem Manon od pramene. Film získal řadu ocenění, včetně Césara za nejlepšího herce a BAFTA za nejlepšího herce ve vedlejší roli pro Daniela Auteuila či BAFTA za nejlepší film. Snímek měl světovou premiéru 27. srpna 1986.

## Děj
Ugolin je mladý farmář, který se vrací z vojenské služby a sní o tom, že vydělá jmění pěstováním karafiátů. Jeho strýc César Soubeyran je připraven udělat cokoliv, aby jeho synovec uspěl. K tomu však musí oba muži porazit projekty obyvatele města Jeana Cadoreta, který se usadil na pozemku, po kterém prahnou. Jean se právě nastěhoval se svou ženou Aimée a dcerou Manon do rodinného domu. Usměvavý mladík nemá ponětí o nepřátelských plánech svých sousedů.

## Obsazení
| Yves Montand        | César Soubeyran                      |
| Gérard Depardieu    | Jean Cadoret, řečený Jean od Florety |
| Daniel Auteuil      | Ugolin Soubeyran                     |
| Élisabeth Depardieu | Aimée Cadoret                        |
| Margarita Lozanová  | Baptistine                           |
| Ernestine Mazurowna | Manon Cadoret                        |
| Armand Meffre       | Philoxéne                            |
| André Dupon         | Pamphile                             |
| Pierre Nougaro      | Casimir                              |
| Jean Maurel         | Anglade                              |
| Roger Souza         | Ange                                 |
| Didier Pain         | Eliacin                              |
| Pierre-Jean Rippert | Pascal                               |
| Marc Betton         | Martial                              |
| Clément Cal         | Méderic                              |
| Benedetto Bertino   | Giuseppe                             |
| Marcel Champel      | Pique-Bouffigue                      |
| Chantal Liennel     | Amandine                             |
| Fransined           | květinář                             |
| Marcel Berbert      | notář                                |
| Christian Tamisier  | doktor                               |

## Ocenění
- Ceny Národní filmové akademie: nejlepší film (Claude Berri)
- César: nejlepší herec (Daniel Auteuil); nominace v kategoriích nejlepší film, nejlepší režie (Claude Berri), nejlepší původní scénář nebo adaptace (Gérard Brach), nejlepší hudba (Jean-Claude Petit), nejlepší kamera (Bruno Nuytten), nejlepší zvuk (Laurent Quaglio), nejlepší filmový plakát (Michel Jouin)
- Filmové ceny Britské akademie: nejlepší film, nejlepší herec ve vedlejší roli (Daniel Auteuil), nejlepší adaptovaný scénář (Claude Berri a Gérard Brach); nominace v kategoriích nejlepší režie (Claude Berri), nejlepší herec (Gérard Depardieu), nejlepší herec (Yves Montand), nejlepší výprava (Bernard Vézat), nejlepší masky a účesy (Michèle Dernelle a Jean-Pierre Eychenne), nejlepší kamera (Bruno Nuytten), nejlepší cizojazyčný film
- London Film Critics Circle Awards: nejlepší zahraniční film